# Пшеничные поля близ Овера
«Пшеничные поля близ Овера» (фр. Les champs de blé près d'Auvers) — картина голландского живописца Винсента Ван Гога, написанная летом 1890 года, всего за несколько недель до смерти художника. На ней изображен пейзаж близ Овер-сюр-Уаз. Картина находится в коллекции Галереи Бельведер в Вене.

## Описание
Ширина картины примерно в два раза превышает её высоту, благодаря чему она имеет ярко выраженный широкий формат. На картине изображены поля Оверской равнины. Пейзаж расположен ступенчато — от плоского участка на переднем плане через холм, поднимающийся за ним, к высокой линии горизонта. На картине мало заметных объектов. Так, слева на переднем плане изображён стог сена, а справа — несколько стройных возвышающихся деревьев на небольшом расстоянии. Кроме того, на горизонте и у правого края набросано несколько кустов. Однако большую часть площади полотна занимают поля различной структуры. Они выглядят как сложная взаимосвязанная структура трапециевидных поверхностей. Поля имеют градуированную палитру различных оттенков жёлтого, зелёного и синего. Местами подчёркнуты борозды на полях, а на переднем плане можно различить отдельные стебли зерна и красные цветы маков. Грубая кисть Ван Гога варьирует между пятнистыми тонами, удлинёнными мазками и подковообразным нанесением краски, создавая спонтанное впечатление без особой проработки деталей. Почти однотонное сине-зелёное небо появляется над пейзажем, подчеркивая «скорее настроение после дождя или в пасмурный день». Картина не подписана и не датирована.

## Поля в Овере — последние пейзажи Ван Гога
Ван Гог жил в Овер-сюр-Уаз с 20 мая 1890 года вплоть до своей смерти 29 июля того же года. Предыдущие месяцы он провел в психиатрической больнице Сен-Реми-де-Прованс и, после короткого пребывания у брата в Париже, приехал в Овер, чтобы рисовать. Ван Гог выбрал Овер, потому что там жил врач Поль Гаше, от которого он надеялся получить медицинскую помощь. Ван Гог остановился в местной гостинице Auberge Ravoux и регулярно навещал доктора. Между ними быстро установились дружеские отношения. Художник написал несколько портретов Гаше и его дочери. За 70 дней своего пребывания здесь Ван Гог написал в общей сложности около 80 картин и множество рисунков. Помимо портретов, натюрмортов и видов города, он писал в основном пейзажи, изображающие окрестности Овера с летними полями. Поля уже были повторяющимся мотивом для художника в Провансе, где он снова и снова брался за тему пейзажа, сначала в Арле, а затем в Сен-Реми-де-Прованс. Примером тому может служить картина 1888 года «Равнина Ла Крау близ Арля» (Музей Ван Гога, Амстердам), которая, со стогом сена в левой части картины и высокой линией горизонта, имеет схожую композицию с картиной «Пшеничные поля близ Овера», написанной примерно двумя годами позже. С другой стороны, на картине из Овера отсутствуют рабочие, которых можно увидеть в сюжете из Арля. Хотя разница в сюжетах двух картин невелика, в выборе цвета в картинах, созданных в Овере, наблюдается явный общий сдвиг в сторону более холодных тонов. Ван Гог описал выбор цветов для картины «Пшеничные поля близ Овера» как «vert tendre, jaune et bleu vert» (мягкий зелёный, жёлтый и сине-зелёный) и в письме от 2 июля 1890 года сравнил свою картину «Пшеничные поля близ Овера» с картинами Жоржа Мишеля. Этот художник, активно работавший в начале XIX века, был известен своими атмосферными пейзажами с тёмным пасмурным небом, такими, как изображённые на картине «Мельницы на Монмартре» (Музей Карнавале, Париж).
Впервые Ван Гог упомянул картину «Пшеничные поля близ Овера» в письме к своему брату Тео от 24 июня 1890 года. В этом письме он не сообщал о цветах картины, но упомянул необычный формат — 50 сантиметров в высоту и метр в ширину. Ван Гог использовал этот заметно широкий формат в соотношении один к двум в 14 картинах, 13 из которых имели размер 50 × 100 см. На это его вдохновил художник Пьер Пюви де Шаванн, чью монументальную работу «Inter artes et naturam» (Музей Метрополитен, Нью-Йорк) он ранее видел в Салоне на Марсовом поле. В письме к своей сестре Вил он высоко оценил эту картину и особенно высоко оценил изображённых на ней людей. Следуя этому примеру, Ван Гог также поместил людей в пейзаж на своей первой широкоформатной картине из Овера. Для написанной маслом на бумаге картины «Две девушки идущие по полю» (Художественный музей Макней, Сан-Антонио) он всё же выбрал значительно меньший формат — примерно 30 на 60 сантиметров. После того, как он убедился в возможностях широкого формата, последовала серия дальнейших картин такого рода. В качестве декоративного аналога для картины «Пшеничные поля близ Овера» он сначала думал о почти такой же большой картине «Заросли кустарника с гуляющей парой» (Художественный музей Цинциннати), о чём он пишет своему брату Тео в письме от 24 июня. В другом письме от 2 июля он приложил лист с тремя рисунками, на которых он набросал портрет крестьянки, пейзаж с Оверской равниной и — повернутый на 90 градусов — мотив подлеска. После написания портрета дочери врача «Маргерит Гаше за фортепиано» (Кунстмузеум Базель), он посчитал, что эта картина является подходящим аналогом картины «Пшеничные поля близ Овера». Он объяснил Тео ван Гогу, что бледно-зелёный и жёлто-зелёный цвета в горизонтальном формате «Пшеничных полей близ Овера» будут хорошо сочетаться с розовым платьем в вертикальном формате «Маргерит Гаше за фортепиано», поскольку это взаимодополняющие цвета. В письме от 28 июня к своему брату Тео он противопоставил портрет дочери врача пейзажу «Пшеничные поля близ Овера» в качестве эскиза.
Картина «Пшеничные поля близ Овера» принадлежит к циклу работ Ван Гога, изображающих сельскую жизнь. Примерами этой серии картин того же формата являются такие разнообразные сюжеты, как «Пейзаж с замком Овер на закате» (Музей Ван Гога, Амстердам), «Пейзаж в Овере в дождь» (Национальный музей Кардиффа), «Домики с соломенными крышами у холма» (Современная галерея Тейт, Лондон) и «Поле со снопами» (Музей искусств Далласа). В том же формате Ван Гог показал поля Овера на картинах «Пшеничное поле под облачным небом» и «Пшеничное поле с воронами» (обе — Музей Ван Гога). Однако он использовал и другие живописные форматы для изображения пейзажа в Овере. Например, на картине «Пшеничные поля в Овере с дождевыми облаками» (Музей искусств Карнеги, Питтсбург) изображён почти тот же вид, что и на картине «Пшеничные поля близ Овера», но под другим углом и не в широком формате. Похожий пейзаж «Равнина в Овере с дождевыми облаками» (Новая пинакотека, Мюнхен) также выполнен в том же формате. В каталоге Österreichische Galerie картину «Равнина в Овере» хвалят за живописную композицию и красочность. Они «более тонкие и изысканные», чем во многих картинах последних недель жизни художника. Поэтому это «возможно, одна из лучших работ Ван Гога».

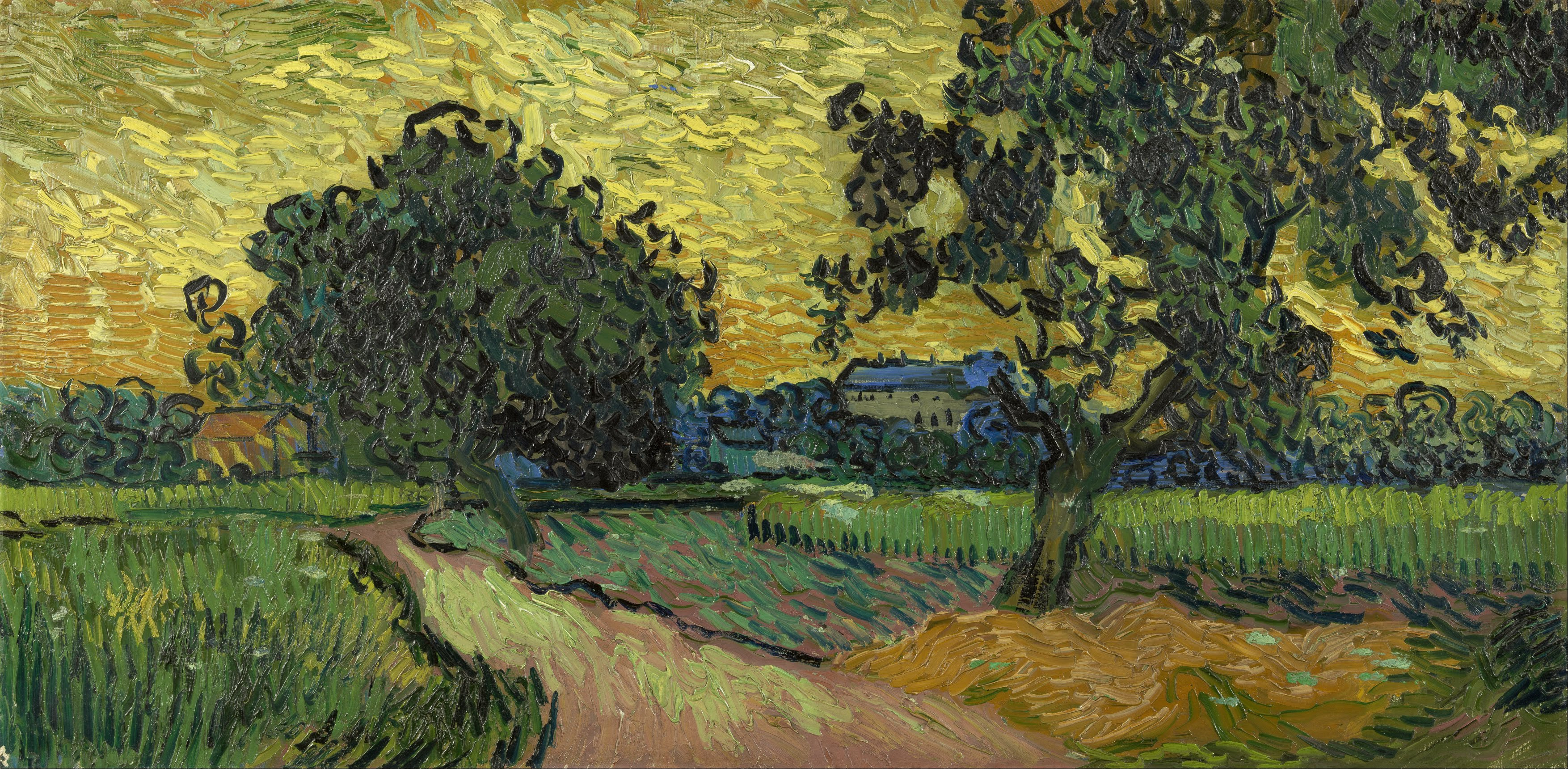
Vincent van Gogh - Landscape at twilight - Google Art Project
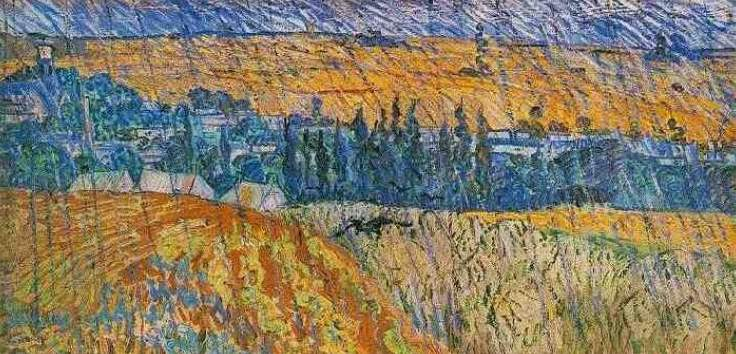
Vincent van Gogh - Landscape at Auvers in the Rain
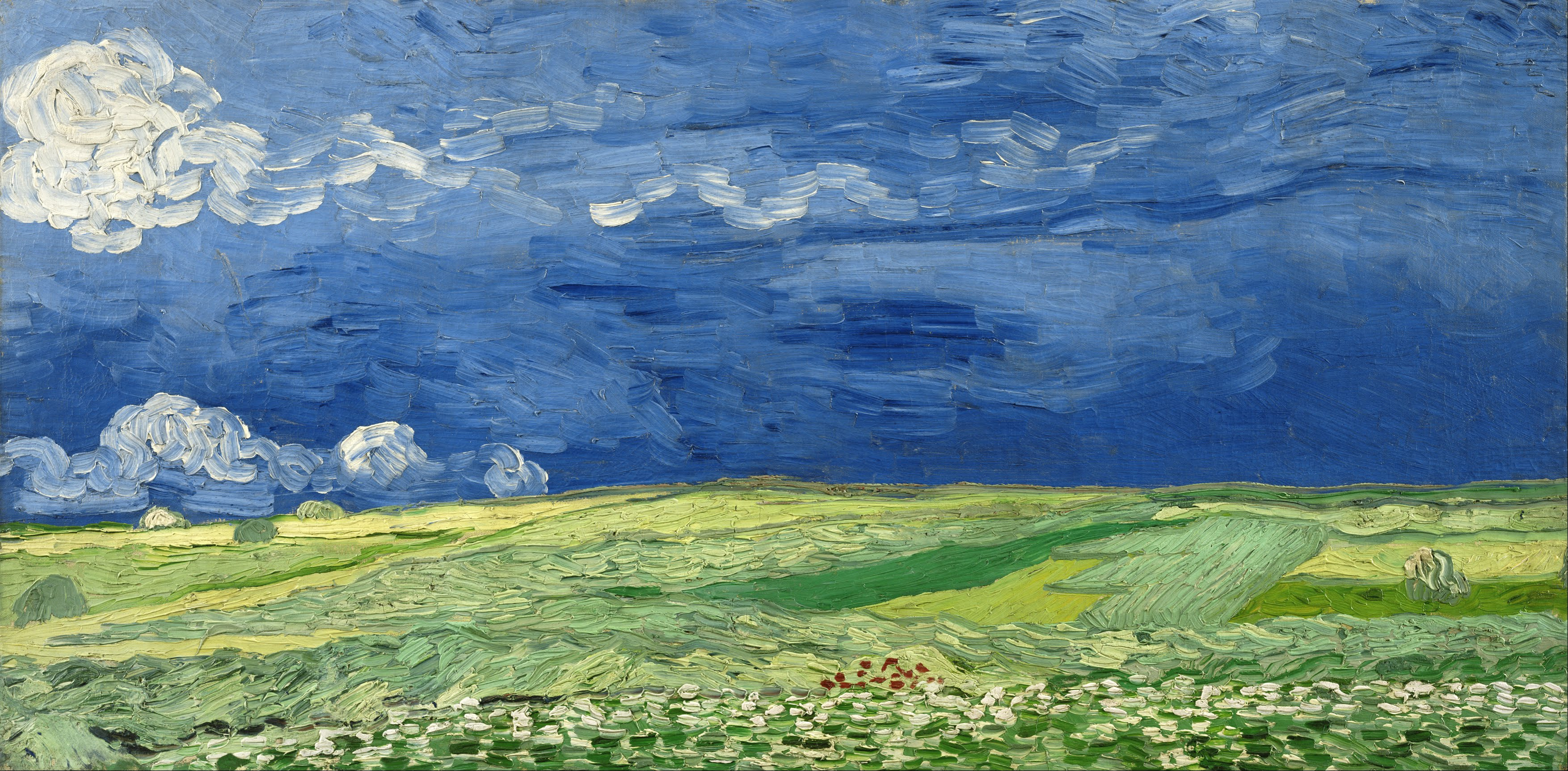
Vincent van Gogh - Wheatfield under thunderclouds - Google Art Project
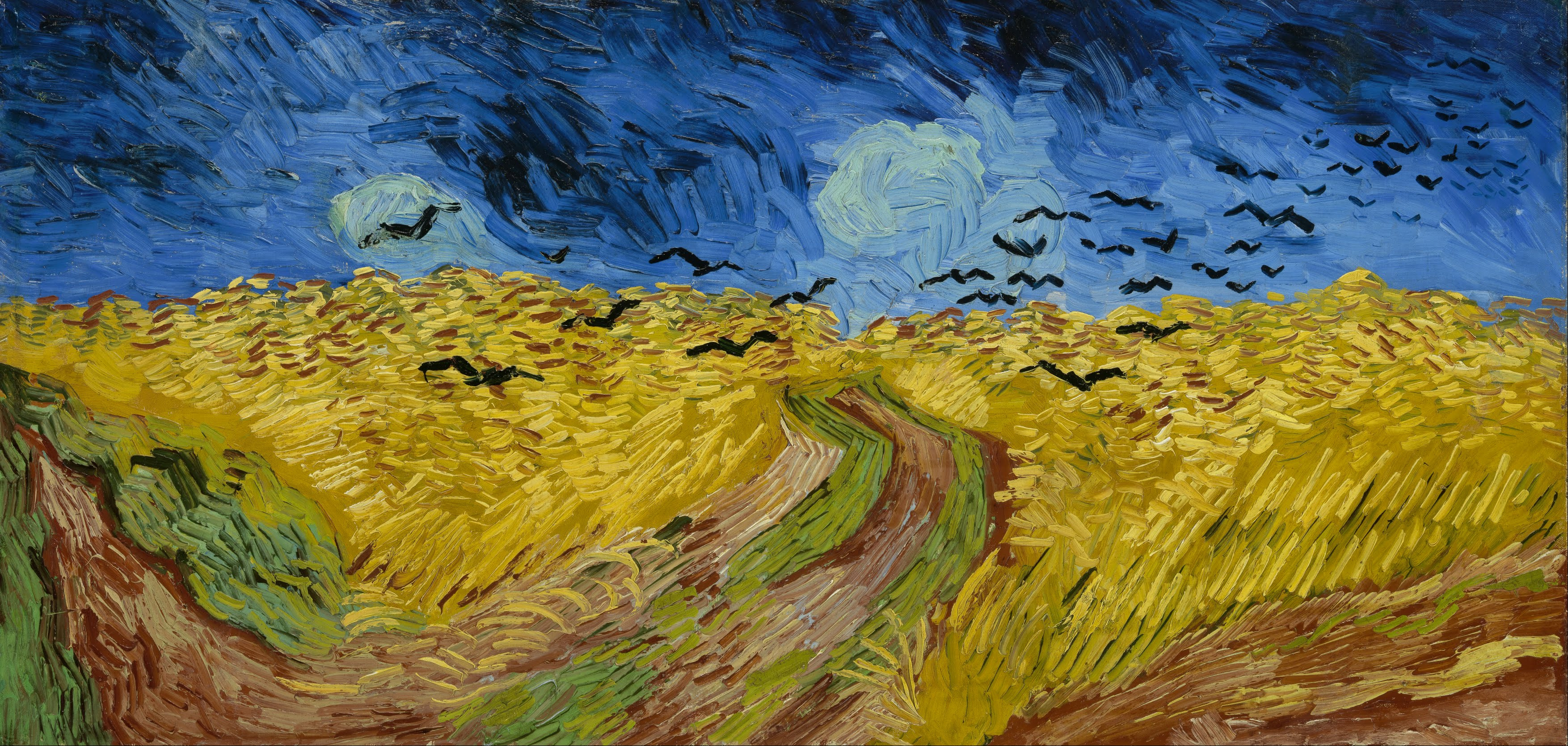
Vincent van Gogh - Wheatfield with crows - Google Art Project
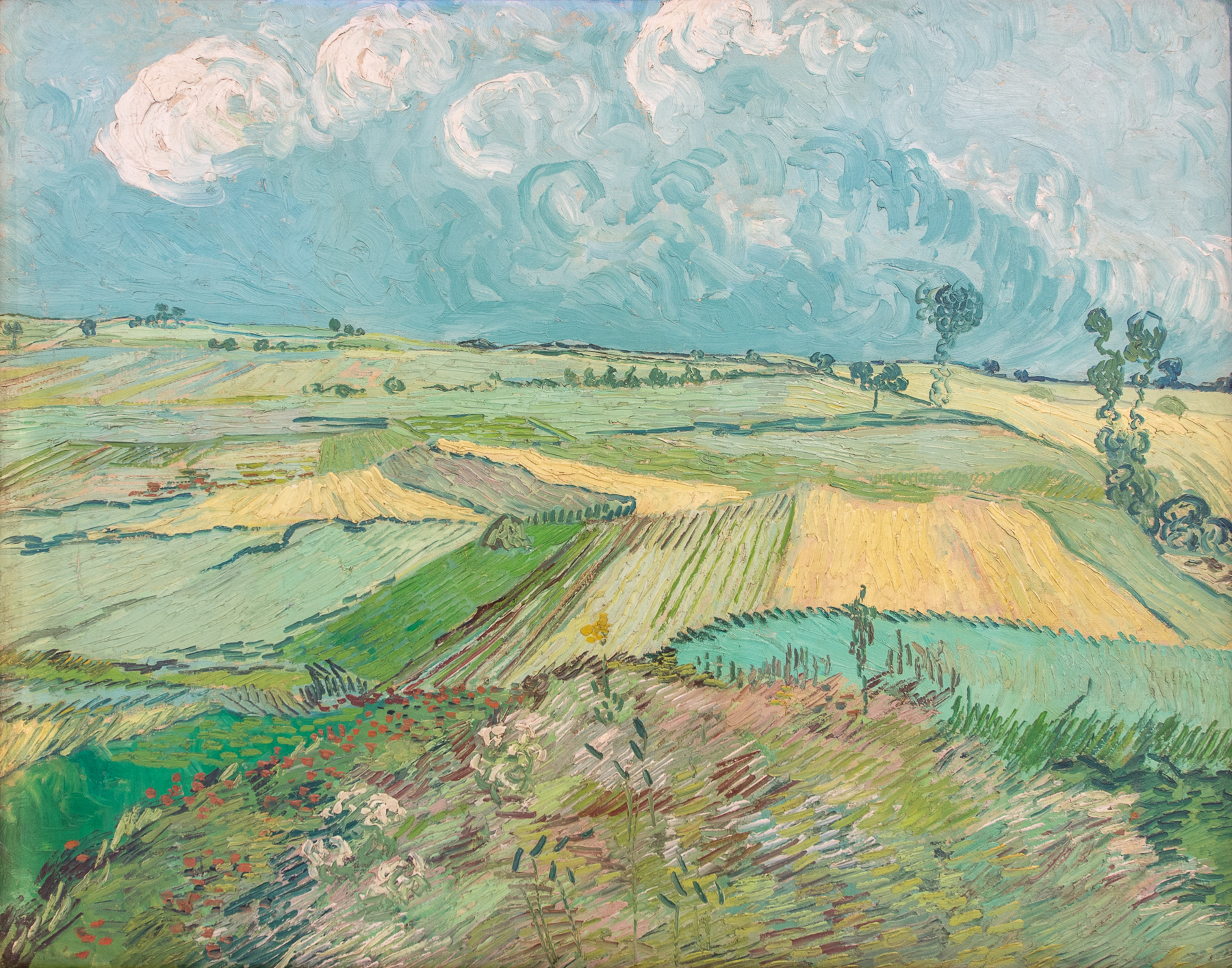
CarnegieMuseumofVincentGoghAfterRain

## Провенанс
Картина находилась в наследстве художника. После смерти брата Тео Ван Гога в 1891 году его жена Йоханна унаследовала имущество. Она продала картину через Galerie d’art C. M. van Gogh, которой руководил Корнелис Маринус Ко ван Гог (1824—1908), дядя Винсента и Тео ван Гогов. В 1903 году картина участвовала в выставке «Развитие импрессионизма в живописи и скульптуре» в Венском Сецессионе. Впоследствии она была приобретена Венским сецессионом с намерением передать её в дар основанной в том же году Moderne Galerie, которая стала сегодняшней Österreichische Galerie Belvedere. Однако передача в дар состоялась не сразу, поскольку члены Сецессиона сначала хотели дождаться развития нового музея. Только в 1909 году картина была передана в Moderne Galerie. Это была одна из первых работ Ван Гога, приобретённых для музея.